# Будзеёвице (Малопольское воеводство)
Будзеёвице (пол. Budziejowice) — село в Польше в сельской гмине Конюша Прошовицкого повета Малопольского воеводства.
В 1975—1998 годах село входило в состав Краковского воеводства.